# Pierre Pérignon
Pierre Pérignon, mer känd som Dom Pérignon, född 1638 i Saint-Menehould, provinsen Champagne, död 14 september 1715 i Hautvilliers nära Épernay, var en fransk benediktinmunk som spelade en stor roll i utvecklingen av tillverkningsmetoderna för champagnevinerna, som vid denna tid var stilla viner. Pérignon var benediktinmunk vid klostret Hautvillers, Épernay, Champagne-Ardenne, som ägde vingårdar i regionen.
Pérignon förknippas ibland felaktigt med påståenden om att han skulle vara uppfinnaren av mousserande champagne. Pierre Pérignon har givit namn åt en av de mest kända champagnerna Dom Pérignon, Moët & Chandons prestigechampagne.
Han ligger begravd i en kyrka i en liten by nära hjärtat i Champagne-Ardenne, Épernay.